# Globo de Ouro de melhor atriz em minissérie ou telefilme
Esta é uma lista com as vencedoras e indicadas/nomeadas do Globo de Ouro atribuído pela Associação de Correspondentes Estrangeiros de Hollywood na categoria de Melhor Atriz (minissérie ou filme) em televisão (oficialmente em inglês: Golden Globe Award for Best Performance by an Actress in a Mini-Series or Motion Picture Made for Television).

## Vencedoras e nomeadas

### Anos 1980
1981: Jane Seymour – East of Eden
- Ellen Burstyn – The People vs. Jean Harris
- Glenda Jackson – The Patricia Neal Story
- Jaclyn Smith – Jacqueline Bouvier Kennedy
- Joanne Woodward – Crisis at Central High

1982: Ingrid Bergman – A Woman Called Golda
- Carol Burnett – Life of the Party: The Story of Beatrice
- Lucy Gutteridge – Little Gloria... Happy at Last
- Ann Jillian – Mae West
- Lee Remick – The Letter
- Jean Stapleton – Eleanor, First Lady of the World

1983: Ann-Margret – Who Will Love My Children?
- Susan Blakely – Will There Really Be a Morning?
- Blair Brown – Kennedy
- Gena Rowlands – Thursday's Child
- Rachel Ward – The Thorn Birds

1984: Ann-Margret – A Streetcar Named Desire
- Glenn Close – Something About Amelia
- Farrah Fawcett – The Burning Bed
- Jane Fonda – The Dollmaker
- Glenda Jackson – Sakharov

1985: Liza Minnelli – A Time to Live
- Peggy Ashcroft – The Jewel in the Crown
- Gena Rowlands – An Early Frost
- Marlo Thomas – Consenting Adult
- Joanne Woodward – Do You Remember Love

1986: Loretta Young – Christmas Eve
- Farrah Fawcett – Nazi Hunter: The Beate Klarsfeld Story
- Amy Irving – Anastasia: The Mystery of Anna
- Vanessa Redgrave – Second Serve
- Marlo Thomas – Nobody's Child

1987: Gena Rowlands – The Betty Ford Story
- Ann-Margret – The Two Mrs. Grenvilles
- Farrah Fawcett – Poor Little Rich Girl
- Shirley MacLaine – Out on a Limb
- Raquel Welch – Right to Die

1988: Ann Jillian – The Ann Jillian Story
- Vanessa Redgrave – A Man for All Seasons
- Jane Seymour – War and Remembrance
- Jane Seymour – The Woman He Loved
- JoBeth Williams – Baby M

1989: Christine Lahti – No Place Like Home
- Farrah Fawcett – Small Sacrifices
- Holly Hunter – Roe vs. Wade
- Jane Seymour – War and Remembrance
- Loretta Young – Lady in the Corner

### Anos 1990
1990: Barbara Hershey – A Killing in a Small Town
- Suzanne Pleshette – Leona Helmsley: The Queen of Mean
- Annette O'Toole – The Kennedys of Massachusetts
- Lesley Ann Warren – Family of Spies
- Stephanie Zimbalist – Caroline?

1991: Judy Davis – One Against the Wind
- Glenn Close – Sarah, Plain and Tall
- Sally Kirkland – The Haunted
- Jessica Tandy – The Story Lady
- Lynn Whitfield – The Josephine Baker Story

1992: Laura Dern – Afterburn
- Drew Barrymore – Guncrazy
- Katharine Hepburn – The Man Upstairs
- Jessica Lange – O Pioneers!
- Kyra Sedgwick – Miss Rose White

1993: Bette Midler – Gypsy
- Helena Bonham Carter – Fatal Deception: Mrs. Lee Harvey Oswald
- Faye Dunaway – Columbo
- Holly Hunter – The Positively True Adventures of the Alleged Texas Cheerleader-Murdering Mom
- Anjelica Huston – Family Pictures

1994: Joanne Woodward – Breathing Lessons no papel de "Maggie Moran"
- Kirstie Alley – David's Mother no papel de "Sally Goodson"
- Irene Bedard – Lakota Woman: Siege at Wounded Knee no papel de "Mary Crow Dog"
- Diane Keaton – Amelia Earhart: The Final Flight no papel de "Amelia Earhart"
- Diana Ross – Out of Darkness no papel de "Paulie Cooper"

1995: Jessica Lange – A Streetcar Named Desire
- Glenn Close – Serving in Silence: The Margarethe Cammermeyer Story
- Jamie Lee Curtis – The Heidi Chronicles
- Sally Field – A Woman of Independent Means
- Linda Hamilton – A Mother's Prayer

1996: Helen Mirren – Losing Chase
- Ashley Judd – Norma Jean & Marilyn
- Demi Moore – If These Walls Could Talk
- Isabella Rossellini – Crime of the Century
- Mira Sorvino – Norma Jean & Marilyn

1997: Alfre Woodard – Miss Evers' Boys
- Ellen Barkin – Before Women Had Wings
- Jena Malone – Hope
- Vanessa Redgrave – Bella Mafia
- Meryl Streep – …First Do No Harm

1998: Angelina Jolie – Gia
- Stockard Channing – The Baby Dance
- Laura Dern – The Baby Dance
- Ann-Margret – Life of the Party: The Pamela Harriman Story
- Miranda Richardson – Merlin

1999: Halle Berry – Introducing Dorothy Dandridge
- Judy Davis – Dash and Lilly
- Mia Farrow – Forget Me Never
- Helen Mirren – The Passion of Ayn Rand
- Leelee Sobieski – Joan of Arc

### Anos 2000
| 2000: Judi Dench – The Last of the Blonde Bombshells no papel de "Elizabeth" - Holly Hunter – Harlan County War no papel de "Ruby Kincaid" - Christine Lahti – An American Daughter no papel de "Lyssa Dent Hughes" - Frances O'Connor – Madame Bovary no papel de "Emma Bovary" - Rachel Ward – On the Beach no papel de "Moira Davidson" - Alfre Woodard – Holiday Heart no papel de "Wanda" 2001: Judy Davis – Life with Judy Garland: Me and My Shadows no papel de "Judy Garland" - Bridget Fonda – After Amy no papel de "Linda Sanclair" - Julianna Margulies – The Mists of Avalon no papel de "Morgaine" - Leelee Sobieski – Uprising no papel de "Tosia Altman" - Hannah Taylor-Gordon – Anne Frank: The Whole Story no papel de "Anne Frank" - Emma Thompson – Wit no papel de "Vivian Bearing" 2002: Uma Thurman – Hysterical Blindness no papel de "Debbie Miller" - Helena Bonham Carter – Live from Baghdad no papel de "Ingrid Formanek" - Shirley MacLaine – Hell on Heels: The Battle of Mary Kay no papel de "Mary Kay Ash" - Helen Mirren – Door to Door no papel de "Mrs. Porter" - Vanessa Redgrave – The Gathering Storm no papel de "Clementine Churchill" 2003: Meryl Streep – Angels in America no papel de "Hannah Pitt/Ethel Rosenberg/Rabbi/Angel Australia" - Judy Davis – The Reagans no papel de "Nancy Reagan" - Jessica Lange – Normal no papel de "Irma Applewood" - Helen Mirren – The Roman Spring of Mrs. Stone no papel de "Karen Stone" - Maggie Smith – My House in Umbria no papel de "Emily Delahunty" 2004: Glenn Close – The Lion in Winter no papel de "Rainha Eleanor" - Blythe Danner – Back When We Were Grownups no papel de "Rebecca Holmes Davitch" - Julianna Margulies – The Grid no papel de "Maren Jackson" - Miranda Richardson – The Lost Prince no papel de "Queen Mary" - Hilary Swank – Iron Jawed Angels ano papel de "Alice Paul" | 2005: S. Epatha Merkerson – Lackawanna Blues no papel de "Rachel "Nanny" Crosby" - Halle Berry – Their Eyes Were Watching God no papel de "Janie Crawford" - Kelly Macdonald – The Girl in the Café no papel de "Gina" - Cynthia Nixon – Warm Springs no papel de "Eleanor Roosevelt" - Mira Sorvino – Human Trafficking no papel de "Kate Morozov" 2006: Helen Mirren – Elizabeth I no papel de "Rainha Elizabeth I" - Gillian Anderson – Bleak House no papel de "Lady Dedlock" - Annette Bening – Mrs. Harris no papel de "Jean Harris" - Helen Mirren – Prime Suspect no papel de "Jane Tennison" - Sophie Okonedo – Tsunami: The Aftermath no papel de "Susie Carter" 2007: Queen Latifah – Life Support no papel de "Ana Walace" - Bryce Dallas Howard – As You Like It no papel de "Rosalind" - Debra Messing – The Starter Wife no papel de "Molly Kagan" - Sissy Spacek – Pictures of Hollis Woods no papel de "Josie Cahil" - Ruth Wilson – Jane Eyre no papel de "Jane Eyre" 2008: Laura Linney – John Adams no papel de "Abigail Adams" - Judi Dench – Cranford no papel de "Matty Jenkyns" - Catherine Keener – An American Crime no papel de "Gertrude Baniszewski" - Shirley MacLaine – Coco Chanel no papel de "Coco Chanel" - Susan Sarandon – Bernard and Doris no papel de "Doris Duke" 2009: Drew Barrymore – Grey Gardens como "Little Edie" - Joan Allen – Georgia O'Keeffe como "Georgia O'Keeffe" - Jessica Lange – Grey Gardens como "Big Edie" - Anna Paquin – The Courageous Heart of Irena Sendler - Sigourney Weaver – Prayers for Bobby |

### Anos 2010
| 2010: Claire Danes – Temple Grandin - Hayley Atwell – Pillars of the Earth - Judi Dench – Return to Cranford - Romola Garai – Emma - Jennifer Love Hewitt – The Client List 2011: Kate Winslet – Mildred Pierce como "Mildred Pierce" - Romola Garai – The Hour como "Bel Rowley" - Diane Lane – Cinema Verite como "Pat Loud" - Elizabeth McGovern – Downton Abbey como "Cora, Condessa de Grantham" - Emily Watson – Appropriate Adult como "Janet Leach" 2012: Julianne Moore – Game Change como "Sarah Palin" - Nicole Kidman – Hemingway & Gellhorn como "Martha Gellhorn" - Jessica Lange – American Horror Story: Asylum como "Irmã Jude Martin" - Sienna Miller – The Girl como "Tippi Hedren" - Sigourney Weaver – Political Animals como "Elaine Barrish" 2013: Elisabeth Moss – Top of the Lake como Robin Griffin - Helena Bonham Carter – Burton & Taylor como Elizabeth Taylor - Rebecca Ferguson – The White Queen como Elizabeth Woodville - Jessica Lange – American Horror Story: Coven como Fiona Goode - Helen Mirren – Phil Spector como Linda Kenney Baden 2014: Maggie Gyllenhaal – The Honourable Woman como Nessa Stein - Jessica Lange – American Horror Story: Freak Show como Elsa Mars - Frances McDormand – Olive Kitteridge como Olive Kitteridge - Frances O'Connor – The Missing como Emily Hughes/Walsh - Allison Tolman – Fargo como Molly Solverson | 2015: Lady Gaga – American Horror Story: Hotel como Elizabeth Johnson / A Condessa - Kirsten Dunst – Fargo como Peggy Blomquist - Sarah Hay – Flesh and Bone como Claire Robbins - Felicity Huffman – American Crime como Barbara "Barb" Hanlon - Queen Latifah – Bessie como Bessie Smith 2016: Sarah Paulson – The People v. O. J. Simpson como Marcia Clark - Felicity Huffman – American Crime como Leslie Graham - Riley Keough – The Girfriend Experience como Christine Reade - Charlotte Rampling – London Spy como Frances Turner - Kerry Washington – Confirmation como Anita Hill 2017: Nicole Kidman – Big Little Lies como Celeste Wright - Jessica Biel – The Sinner como Cora Tannetti - Jessica Lange – Feud: Bette and Joan como Joan Crawford - Susan Sarandon – Feud: Bette and Joan como Bette Davis - Reese Witherspoon – Big Little Lies como Madeline Martha Mackenzie 2018: Patricia Arquette – Escape at Dannemora como Tilly Mitchell - Amy Adams – Sharp Objects como Camille Preaker - Regina King – Seven Seconds como Latrice Butler - Connie Britton – Dirty John como Debra Newell - Laura Dern – The Tale como Jennifer Fox 2019: Michelle Williams – Fosse/Verdon como Gwen Verdon - Kaitlyn Dever – Unbelievable como Marie Adler - Joey King – The Act como Gypsy Rose Blanchard - Helen Mirren – Catherine the Great como Catarina, a Grande - Merritt Wever – Unbelievable como Det. Karen Duvall |

### Anos 2020
2020: Anya Taylor-Joy – The Queen's Gambit como Beth Harmon
- Cate Blanchett – Mrs. America como Phyllis Schlafly
- Nicole Kidman – The Undoing como Grace Fraser
- Shira Haas – Unorthodox como Esther "Esty" Shapiro
- Daisy Edgar-Jones – Normal People como Marianne Sheridan

2021: Kate Winslet – Mare of Easttown como Mare Sheehan
- Elizabeth Olsen – WandaVision como Wanda Maximoff/Feiticeira Escarlate
- Jessica Chastain – Scenes from a Marriage como Mira Phillips
- Cynthia Erivo – Genius: Aretha como Aretha Franklin
- Margaret Qualley – Maid como Alexandra "Alex" Russell

2022: Amanda Seyfried – The Dropout como Elizabeth Holmes
- Jessica Chastain – George & Tammy como Tammy Wynette
- Lily James – Pam & Tommy como Pamela Anderson
- Julia Roberts – Gaslit como Martha Mitchell
- Julia Garner – Inventing Anna como Anna Sorokin / Anna Delvey

2023: Ali Wong – Beef como Amy Lau
- Brie Larson – Lessons in Chemestry como Elizabeth Zott
- Juno Temple – Fargo como Dorothy "Dot" Lyon
- Riley Keough – Daisy Jones & The Six como Margaret "Daisy" Jones
- Rachel Weisz – Dead Ringers como Beverly Mantle / Elliot Mantle
- Elizabeth Olsen – Love & Death como Candace "Candy" Montgomery

2024: Jodie Foster – True Detective: Night Country como Liz Danvers 
- Cate Blanchett – Disclaimer como Catherine Ravenscroft
- Sofía Vergara – Griselda como Griselda Blanco
- Cristin Milioti – The Penguin como Sofia Falcone
- Naomi Watts – Feud: Capote vs. The Swans como Babe Paley
- Kate Winslet – The Regime como Elena Vernham